# Zastrzalin
Zastrzalin, podokarp (Podocarpus Persoon) – rodzaj drzew i krzewów z rodziny zastrzalinowatych (Podocarpaceae), najbardziej zróżnicowany gatunkowo rodzaj w tej rodzinie. Obejmuje co najmniej 108 gatunków. Występują one w południowej Afryce, południowo-wschodniej Azji (po Japonię na północy), w Australii i Nowej Zelandii, w Ameryce Południowej i Środkowej po Antyle i południowy Meksyk na północy. W wielu obszarach drzewa te odgrywają istotną rolę w lasach, np. w górach afrykańskich i azjatyckich. Najczęściej rosną w lasach wilgotnych. 
Niektóre gatunki są popularnie sadzone jako ozdobne, zwłaszcza P. salignus i P. macrophyllus. Stanowią ważne źródło drewna w tropikach i strefie subtropikalnej. Drewno jest trwałe, a przy tym łatwe do obróbki, zwykle żółtawe, czasem czerwonawe lub brązowe. Dobrze się impregnuje, maluje i przyjmuje politurę. Stosowane jest w meblarstwie, rzeźbiarstwie i na podkłady kolejowe.

## Morfologia
PokrójZimozielone krzewy do ok. 1–3 m wysokości (np. P. alpinus) oraz drzewa do 30 m i więcej wysokości.
LiścieBardzo zróżnicowane u poszczególnych gatunków i w zależności od wieku (zwłaszcza na młodych okazach). Od równowąskich, poprzez lancetowate do jajowatych, o długości zazwyczaj do 3 cm i szerokości nawet do 5 cm. Często wygięte.
Organy generatywneRośliny zwykle dwupienne. Kotkowate strobile męskie pojedyncze lub zebrane są w skupienia w pachwinach liści. Siedzące lub na nagiej szypule, wsparte łuskami bazalnymi. Strobile żeńskie wyrastają na wyspecjalizowanych odgałęzieniach pędów, na nagich szypułach. Kwiaty składają się z 1–2, rzadziej kilku owocolistków, z których rozwija się tylko jeden zalążek. Wsparty jest on dwiema, zrośniętymi łuskami.
NasionaNasiono kuliste, otoczone warstwą twardą od wewnątrz i mięsistą od zewnątrz. Zmięśniała skórzasta łuska otaczająca nasiono początkowo zielona, podczas dojrzewania żółta, czerwona lub czarna. U niektórych gatunków (P. totara i P. macrophyllus) także szypuły są mięsiste i czerwone.

## Systematyka

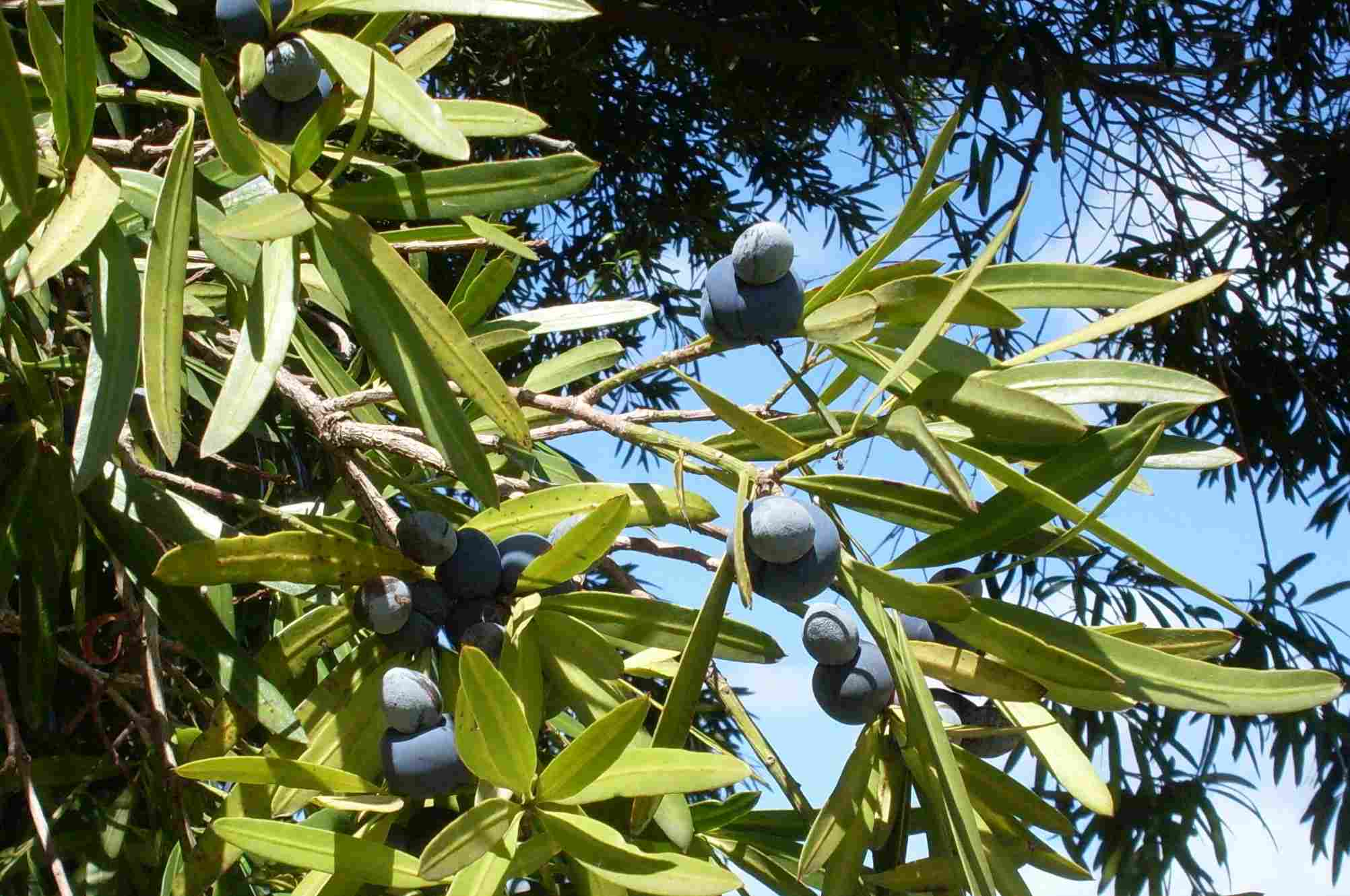
Podocarpus elatus

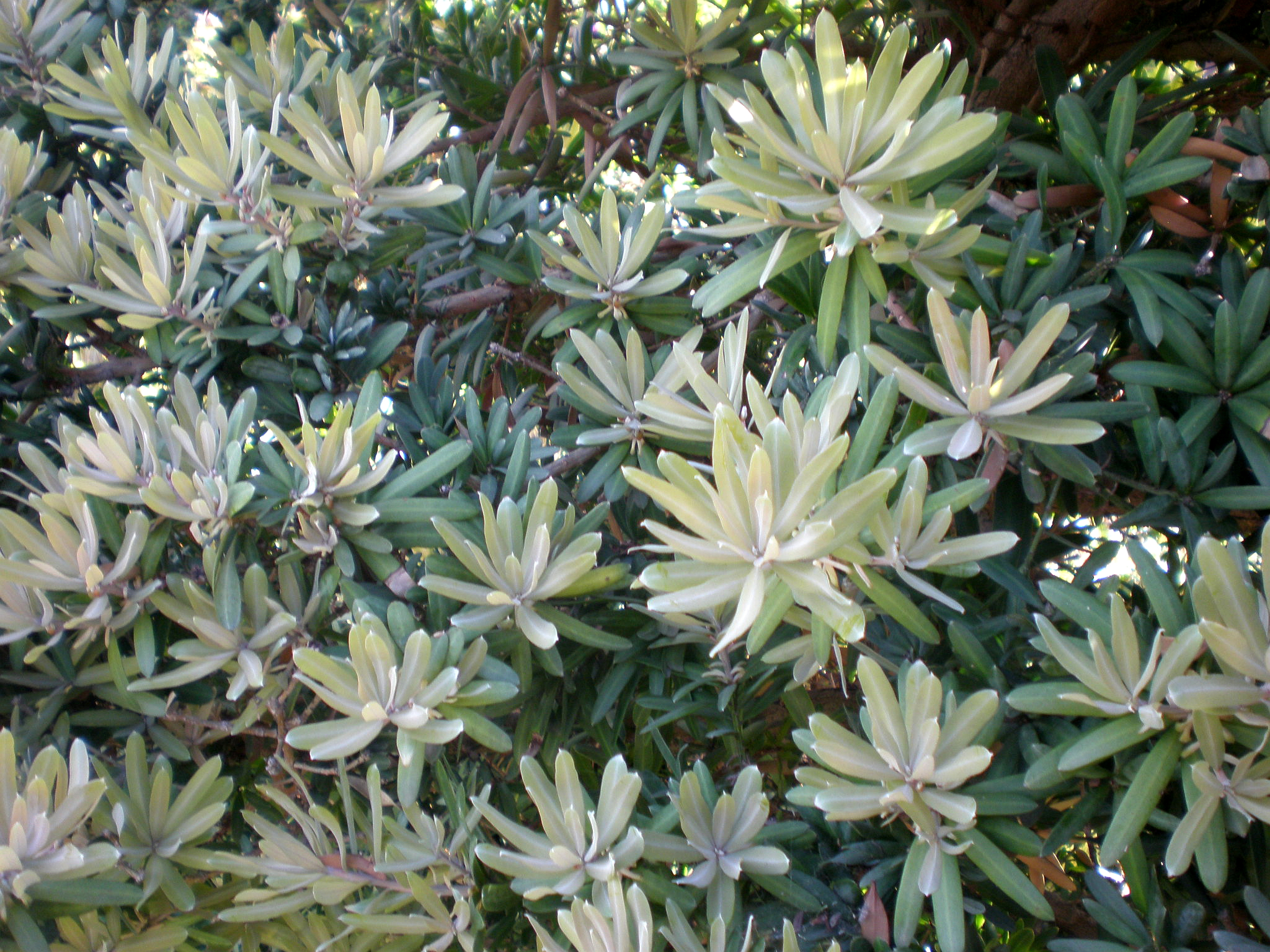
Podocarpus latifolius

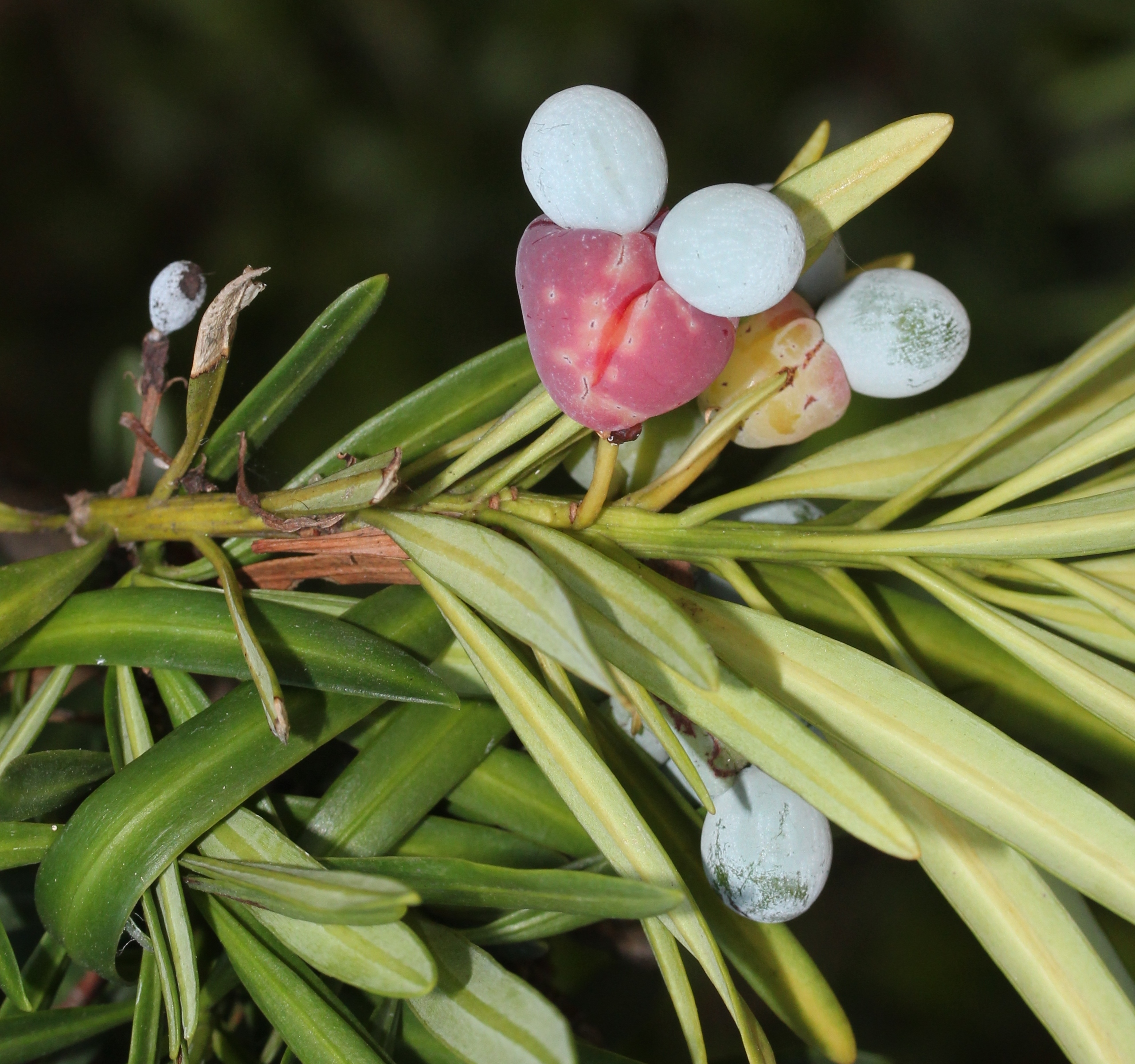
Podocarpus macrophyllus

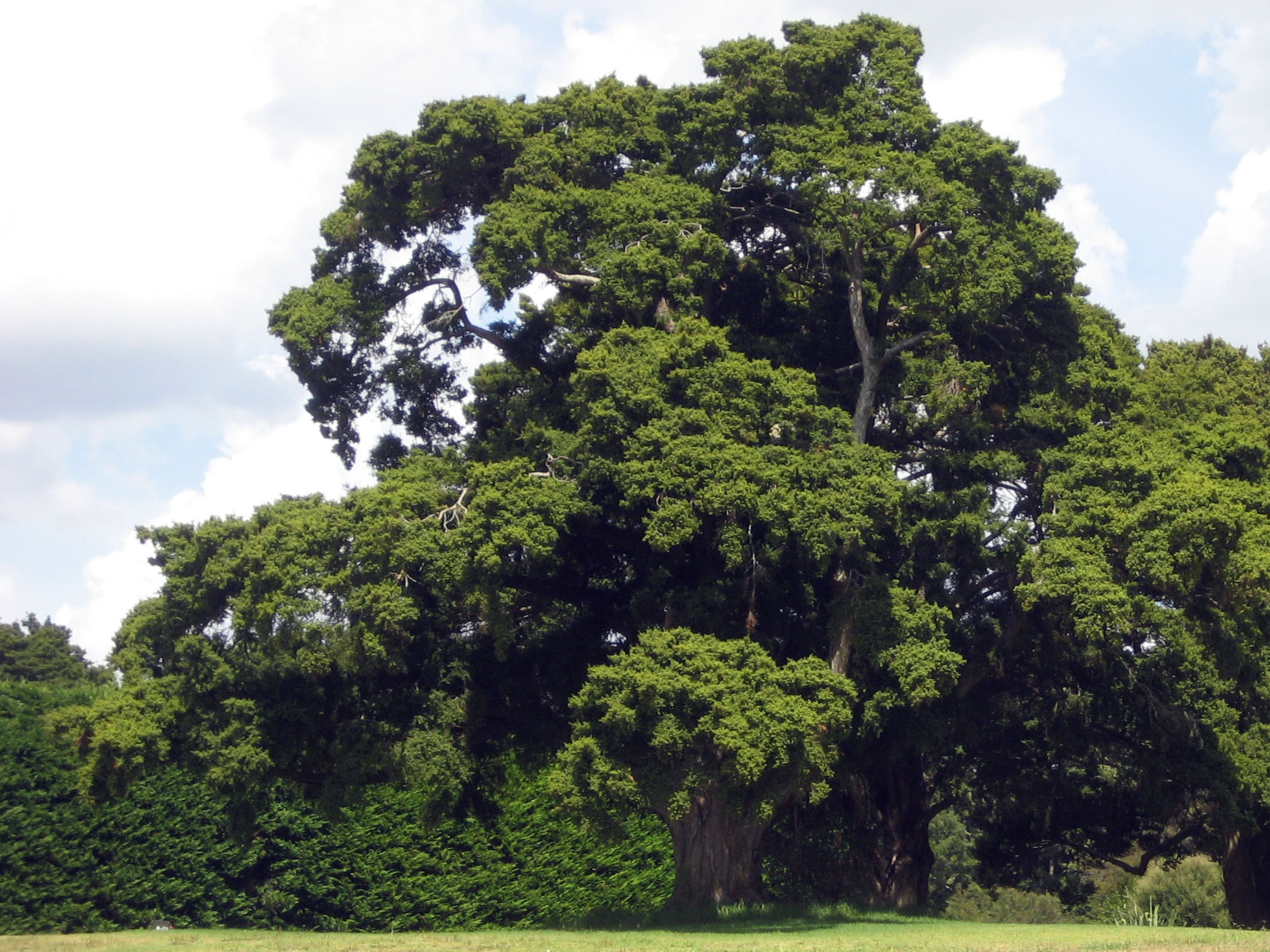
Podocarpus totara

Rodzaj zaliczany jest do rodziny zastrzalinowatych (Podocarpaceae).
Wykaz gatunków
- Podocarpus acuminatus de Laub.
- Podocarpus acutifolius Kirk
- Podocarpus affinis Seem.
- Podocarpus alpinus R.Br. ex Hook.f.
- Podocarpus angustifolius Griseb.
- Podocarpus annamiensis N.E.Gray
- Podocarpus aracensis de Laub. & Silba
- Podocarpus archboldii N.E.Gray
- Podocarpus aristulatus Parl.
- Podocarpus atjehensis (Wasscher) de Laub.
- Podocarpus ballivianensis Silba
- Podocarpus barretoi de Laub. & Silba
- Podocarpus borneensis de Laub.
- Podocarpus bracteatus Blume
- Podocarpus brasiliensis de Laub.
- Podocarpus brassii Pilg.
- Podocarpus brevifolius (Stapf) Foxw.
- Podocarpus buchholzii de Laub.
- Podocarpus capuronii de Laub.
- Podocarpus celatus de Laub.
- Podocarpus chinensis Wall. ex J.Forbes
- Podocarpus chingianus S.Y.Hu
- Podocarpus confertus de Laub.
- Podocarpus coriaceus Rich. & A.Rich.
- Podocarpus costalis C.Presl
- Podocarpus costaricensis de Laub.
- Podocarpus crassigemmis de Laub.
- Podocarpus cunninghamii Colenso
- Podocarpus decumbens N.E.Gray
- Podocarpus deflexus Ridl.
- Podocarpus degeneri (N.E.Gray) de Laub.
- Podocarpus dispermus C.T.White
- Podocarpus drouynianus F.Muell.
- Podocarpus elatus R.Br. ex Endl.
- Podocarpus elongatus (Aiton) L’Hér. ex Pers.
- Podocarpus epiphyticus de Laub. & Silba
- Podocarpus fasciculus de Laub.
- Podocarpus gibbsii N.E.Gray
- Podocarpus glaucus Foxw.
- Podocarpus globulus de Laub.
- Podocarpus glomeratus D.Don
- Podocarpus gnidioides Carrière
- Podocarpus grayae de Laub.
- Podocarpus guatemalensis Standl.
- Podocarpus henkelii Stapf ex Dallim. & B.D.Jacks.
- Podocarpus hispaniolensis de Laub.
- Podocarpus humbertii de Laub.
- Podocarpus indonesiensis de Laub. & Silba
- Podocarpus insularis de Laub.
- Podocarpus lambertii Klotzsch ex Endl.
- Podocarpus latifolius (Thunb.) R.Br. ex Mirb.
- Podocarpus laubenfelsii Tiong
- Podocarpus lawrencei Hook.f.
- Podocarpus ledermannii Pilg.
- Podocarpus levis de Laub.
- Podocarpus × loderi Cockayne
- Podocarpus longifoliolatus Pilg.
- Podocarpus lophatus de Laub.
- Podocarpus lucienii de Laub.
- Podocarpus macrocarpus de Laub.
- Podocarpus macrophyllus (Thunb.) Sweet
- Podocarpus madagascariensis Baker
- Podocarpus magnifolius J.Buchholz & N.E.Gray
- Podocarpus matudae Lundell
- Podocarpus micropedunculatus de Laub.
- Podocarpus milanjianus Rendle
- Podocarpus monteverdeensis de Laub.
- Podocarpus nakaii Hayata
- Podocarpus neriifolius D.Don
- Podocarpus nivalis Hook.
- Podocarpus novae-caledoniae Vieill. ex Brongn. & Gris
- Podocarpus nubigenus Lindl.
- Podocarpus oleifolius D.Don
- Podocarpus palawanensis de Laub. & Silba
- Podocarpus pallidus N.E.Gray
- Podocarpus parlatorei Pilg.
- Podocarpus pendulifolius J.Buchholz & N.E.Gray
- Podocarpus perrieri Gaussen & Woltz
- Podocarpus pilgeri Foxw.
- Podocarpus polyspermus de Laub.
- Podocarpus polystachyus R.Br. ex Endl.
- Podocarpus pseudobracteatus de Laub.
- Podocarpus purdieanus Hook.
- Podocarpus ramosii R.R.Mill
- Podocarpus ridleyi (Wasscher) N.E.Gray
- Podocarpus roraimae Pilg.
- Podocarpus rostratus J.Laurent
- Podocarpus rubens de Laub.
- Podocarpus rumphii Blume
- Podocarpus rusbyi J.Buchholz & N.E.Gray
- Podocarpus salicifolius Klotzsch & H.Karst. ex Endl.
- Podocarpus salignus D.Don
- Podocarpus salomoniensis Wasscher
- Podocarpus sellowii Klotzsch ex Endl.
- Podocarpus smithii de Laub.
- Podocarpus spathoides de Laub.
- Podocarpus spinulosus (Sm.) R.Br. ex Mirb.
- Podocarpus sprucei Parl.
- Podocarpus steyermarkii J.Buchholz & N.E.Gray
- Podocarpus subtropicalis de Laub.
- Podocarpus sylvestris J.Buchholz
- Podocarpus tepuiensis J.Buchholz & N.E.Gray
- Podocarpus teysmannii Miq.
- Podocarpus totara G.Benn. ex D.Don – zastrzalin totara
- Podocarpus transiens (Pilg.) de Laub.
- Podocarpus trinitensis J.Buchholz & N.E.Gray
- Podocarpus urbanii Pilg.
- Podocarpus woltzii Gaussen